# Купчинецкий сельский совет (Козовский район)
Купчинецкий сельский совет (укр. Купчинецька сільська рада) — входит в состав
Козовского района
Тернопольской области
Украины.
Административный центр сельского совета находится в 
с. Купчинцы.

## История
- 1870 — дата образования.

## Населённые пункты совета
- с. Купчинцы
- с. Драгомановка